# Novaci
Novaci (makedonska: Новаци) är en ort i Nordmakedonien. Den är huvudort i kommunen med samma namn, i den södra delen av landet, 110 km söder om huvudstaden Skopje. Novaci ligger 581 meter över havet och antalet invånare är 2 357.